# AT&T Center (San Antonio)
AT&T Center – hala sportowa, mieszcząca się w San Antonio w stanie Teksas, USA. Budowla otwarta została 18 października 2002 roku. Jej właścicielem jest Bexar County – Spurs Sports & Sports Entertainment. Obecnie swoje mecze rozgrywa tu drużyna San Antonio Spurs (NBA), San Antonio Rampage (AHL) oraz San Antonio Stars (WNBA).
Pojemność: 18 797 widzów koszykówki, 17 800 hokeja, zaś gdy odbywają się tu koncerty, obiekt może pomieścić do 19 000 ludzi.